# 威爾遜鎮區 (明尼蘇達州卡斯縣)
威爾遜鎮區（英語：Wilson Township）是位於美國明尼蘇達州卡斯縣的一個行政鎮區。

## 地方資料
威爾遜鎮區的面積為46.30平方千米，當中陸地面積為46.00平方千米，而水域面積為0.30平方千米。根據2020年美國人口普查的數據，當地共有人口667人，而人口密度為每平方千米14.41人。